# Stenotarsus obscurus
 Stenotarsus obscurus es una especie de coleóptero de la familia Endomychidae.

## Distribución geográfica
Habita en Nueva Guinea.